# Homoneura tamborinensis
Homoneura tamborinensis är en tvåvingeart som beskrevs av Kim 1994. Homoneura tamborinensis ingår i släktet Homoneura och familjen lövflugor. Inga underarter finns listade i Catalogue of Life.